# 宮崎重信
宮崎 重信（みやざき しげのぶ、1975年9月13日 - ）は、日本の俳優。富山県出身。アールジュー所属。

## 出演

### テレビドラマ
- 警官の血（2009年、テレビ朝日） - ヤクザ 役
- 平清盛（2012年、NHK） - 侍 役
- 局中法度!（2012年、テレビ神奈川） - 志士 役
- 獄の棘（2016年、WOWOW） - 受刑者 役
- 相棒（テレビ朝日）
  - season15 第14話（2017年2月8日） - 組員 役
  - season17 第11話（2019年9月27日） - 殺される作業員 役
  - season19 第10話（2020年12月16日） - ヤクザ 役
- 孤独のグルメ season6 第11話（2017年6月24日、テレビ東京） - 中年サラリーマン客 役
- 世にも奇妙な物語
  - '18春の特別編「明日へのワープ」 - 面接官 役
  - '20夏の特別編「タテモトマサコ」 - 作業員 役
- さくらの親子丼（2020年、東海テレビ） - 居酒屋店主 役
- 幸せ!ボンビーガール（2020年、日本テレビ） - ボイスオーバー
- 逆転人生（2020年、NHK） - 建設業者 役
- エール(2020年、NHK） - チンチロリン相手 役
- 青天を衝け（2021年、NHK） - アクションシーン兵士 役
- BS時代劇剣樹抄（2021年、NHKBS） - 家臣 役

### 映画
- ラストサムライ（2003年） - 侍、官軍 役
- 私は貝になりたい（2008年） - 兵士スタント
- 少年メリケンサック（2008年） - ライブ客 役
- めおん（2009年） - 猿、若者 役
- これでいいのだ!!映画★赤塚不二夫（2010年） - 学生運動家 役
- 龍三と七人の子分たち（2014年） - やくざ、ステッキのイチゾウ吹替
- アウトレイジ 最終章（2014年） - ヤクザ 役
- 暴力無双（2020年） - ヤクザ 役
- 首（2021年） - アクション部としてアクションシーン全般
- みゆきの結婚（2024年12月7日、オーピー映画）- バーテンダー 役[1]

### 再現ドラマなど
- 木曜8時のコンサート（2013年、テレビ東京） - 忍者 役
- ノンストップ
- クイズ面白ゼミナールR（2013年、NHK BSプレミアム） - 村人 役
- 新クイズ面白ゼミナール（2014年、2015年NHK BSプレミアム） - 町人、学生 役
- モニタリング（TBS）
  - ありえない声優オーディション （2018年） - プロデューサー 役
  - ニセ声優オーディション　（2020年） - プロデューサー 役
- ダークサイドミステリー（2021年、NHKBS） - 柏正浦 役

### 舞台
- グワィニャオン 2023本公演「生きてるうちが華なのよ TAIAI」（2023年11月15日 - 19日、シアターグリーン BIG TREE THEATER）[2]

### CM
- SANKO
- キリン一番搾り
- 幸楽苑

### その他
- 2015年　文化庁による芸術家派遣事業講師補佐
- 2016年　グッドチョイスエンタテインメント演技講師
- 2017年　文化庁による芸術家派遣事業講師補佐
- 2018年　文化庁による芸術家派遣事業講師補佐　チェコにて殺陣パフォーマンス
- 2019年　文化庁による芸術家派遣事業講師補佐　チェコにて殺陣パフォーマンス、チェコの演出家による児童向け芝居出演
- 2020年　ジョブクラフティング企業向けビデオ課長役　古賀プロダクション殺陣WS講師
- 2021年　文化庁による芸術家派遣事業講師補佐